# Oktapodi
Oktapodi é um curta-metragem de animação computadorizada francês criado por diretores do Gobelins, l'École de l'Image (uma escola parisiense dedicada às artes visuais) em 2007. Concorreu ao prêmio Oscar de melhor curta de animação de 2009.

## Sinopse
Um casal de polvos vive um belo romance em um aquário. Porém um cozinheiro teimoso retira a fêmea do aquário, a prende em uma caixa e a leva para seu carro. O polvo, tão insistente quanto o cozinheiro, pula em direção ao automóvel. A partir disso, os três vão passar por muitas confusões pelas ruas estreitas de uma típica cidadezinha grega.

## Prêmios e indicações
Oscar 2009 (EUA)
- Indicado na categoria de melhor curta de animação.

Anima Mundi 2008 (Brasil)
- Vencedor na categoria melhor filme de estudante.

Annecy Festival 2008 (França)
- Vencedor na categoria de melhor filme de estudante.